# Ganonema falcatus
Ganonema falcatus är en nattsländeart som först beskrevs av Banks 1913.  Ganonema falcatus ingår i släktet Ganonema och familjen Calamoceratidae. Inga underarter finns listade i Catalogue of Life.